# Abalone
Abalone – logiczna gra planszowa dla dwóch graczy, tocząca się na sześciokątnej planszy z wgłębieniami na pionki (bile).
Obaj gracze rozpoczynają rozgrywkę mając do dyspozycji po 14 bil (zwykle kolorów białego i czarnego) na planszy. Gracze na przemian popychają swoje bile tak, aby wypchnąć poza planszę 6 bil przeciwnika. Gracz może poruszyć w jednym ruchu od 1 do 3 swoich bil znajdujących się w jednej linii do przodu, do tyłu lub na boki, przepychając przy tym mniej bil przeciwnika, ile sam obecnie porusza (ruch z 2 bilami pozwala na pchnięcie 1 bili przeciwnika, ruch z 3 bilami pozwala na pchnięcie do 2 bil przeciwnika).

## Historia powstania
Laurent Levi i jego przyjaciel Michael Lalet pracowali w centrum informatycznym, gdzie projektowali gry komputerowe. Często odwiedzał ich syn kolegi, który pewnego dnia poskarżył się im na brak przyjaciół, z którymi mógłby spędzać czas. Laurent i Michael obiecali chłopcu, że specjalnie dla niego wymyślą grę. W nazwie zawarte jest przesłanie gry:
ab to łaciński przedrostek oznaczający nigdy, alone w języku angielskim znaczy sam.
Pomysł stworzenia gry Abalone zrodził się w 1988 r. Powstała firma Abalone, która pierwszą grę wyprodukowała we wrześniu 1989 r. Zaczęło się od Międzynarodowego Festiwalu Gier w Cannes, gdzie Abalone zyskała miano gry dziesięciolecia. W kolejnych latach Abalone została spopularyzowana na pięciu spośród siedmiu kontynentów – od Austrii, Włoch, Hiszpanii, poprzez Japonię i Koreę, aż po Stany Zjednoczone, Kanadę i Meksyk.